# Julia Kurakina

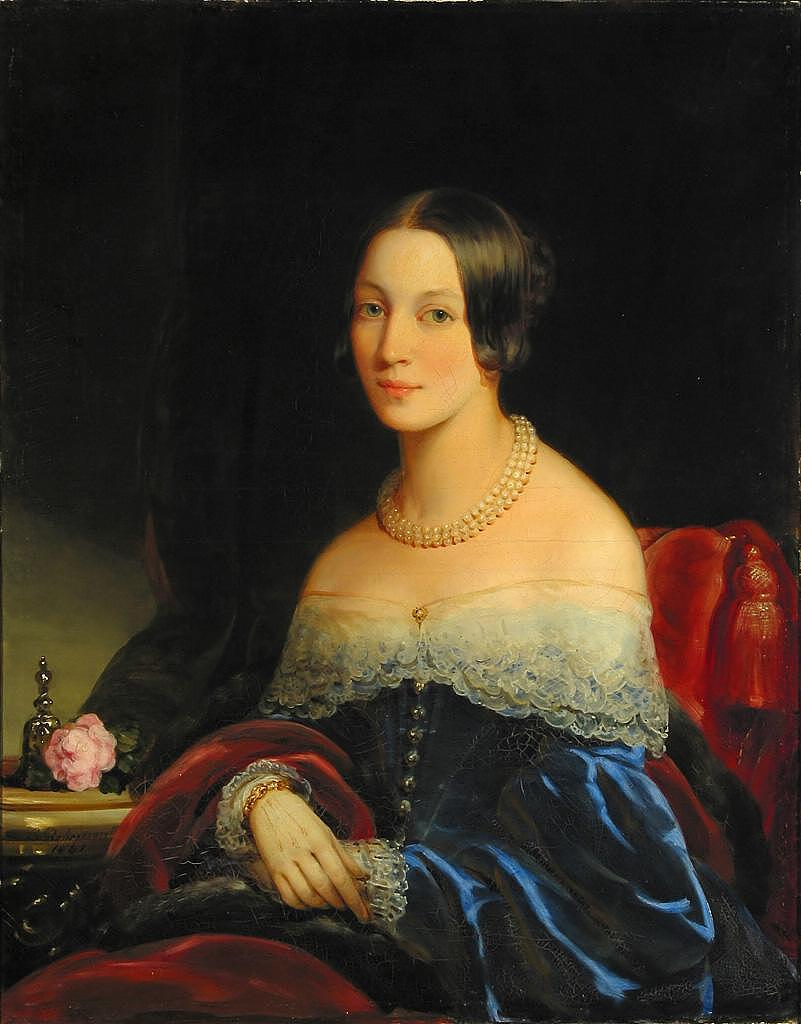
Y.F. Kurakina av Christina Robertson

Julia Fjodorovna Kurakina född 1814, död 1881, var en rysk hovfunktionär. Hon var överhovmästarinna till Rysslands kejsarinna Maria Fjodorovna 1866-1881. 
Hon var dotter till furst Fjodor Sergeevich Golitsyn och hovdamen Anna Alexandrovna Prozorovskaya, och barnbarn till furst Sergei Fedorovich Golitsyn. Hon gifte sig 1835 med diplomaten och hovfunktionären furst Alexei Borisovich Kurakin (1809—1872). 
Hon var hovdam vid ryska hovet när tronföljaren gifte sig 1866, och utnämndes då till överhovmästarinna för kronprinsessans hovstat, med hovdamerna Tanja Apraxine Obolenskij, Elisabet "Lili" Vorontzog-Dashkov och Maria och Aglaia Kutuzov under sig. Maria Fjodorovna kom att betrakta Kurakina nästan som en mor.   Hon efterträddes av Jelena Kotjubej samma år som Maria blev kejsarinna.